# Lambertus Cornelis Keereweer
Lambertus Cornelis Keereweer, ook wel L.C. Keereweer, (Leiden, 12 mei 1870 – Amsterdam, 22 mei 1947) was een Nederlands cellist, dirigent en componist.
Hij was zoon van politieagent Cornelis Keereweer en Geertruida Johanna Trouw. Zelf was hij getrouwd met Wilhelmina Catharina Ducro. Zoon Lambertus werd ook cellist en muziekleraar, zoon Bram Keereweer was bariton. Vader Keereweer werd begraven op Vredenhof.
Hij kreeg muzieklessen op de piano van W v.d.Blij en j. Vreeswijs en op de cello van Bernard Rehl, Antoon Bouman en Oscar Eberle. Hij volgde tevens zanglessen bij Bouman en Jos Orelio en harmonieleer bij Hendrik C. van Oort en Richard Hol. Hij werd al op jonge leeftijd cellist bij het Stedelijk Orkest Utrecht, werd later solocellist aldaar. Daarnaast was hij dirigent van diverse (mannen)koren zoals Euterpe (Utrecht), Zang en Vriendschap (Amsterdam), Nut en Genoegen (Rotterdam) en Zang en Vriendschap (Hilversum). Hij volgde in 1910 Fred. J. Roeske op als leider van het koor Musis Sacrum in Amsterdam en nam toen ontslag als cellist.
Voorts was hij muziekleraar, bijvoorbeeld in Leiden.
Hij schreef enkele werken meest voor mannen- of gemengd koor:
- ’t Kerkklokje (mannen)
- Als d’avond daalt (mannen)
- De wind zingt liederen (mannen)
- In ’t woud (mannen, opus 2)
- Aan zee (mannen)
- Het woud (mannen)
- De Christenballingen (mannen, verplicht werk bij zangwedstrijd)
- Groot is Jehova de Heer (mannen)
- Morgenlied (gemengd)
- Kerstlied (gemengd)
- Lente (opus 22 op tekst van Edward B. Koster)
- twee bundels kinderliedjes
- Feestmars en Feestlied voor symfonieorkest